# 上高根
上高根（かみたかね）は、千葉県市原市の南総地区にある大字。郵便番号は290-0243。

## 概要
市原市中南部の南総地区にある。東側は南北にかけて養老川沿いの水田地帯が広がり、西側はゴルフ場が立地する丘陵地帯となっている。

## 地理
北は、中高根、東は、馬立、西は、袖ケ浦市、南は、南岩崎や寺谷と接している。

## 地価
2017年の公示地価によると千葉県市原市上高根字小谷1316番58で15,400(円/m2)である。

## 歴史

### 地名の由来
高い山の麓という意味。

### 沿革
江戸時代は市原郡に属する村の一部であった。
- 1967年 加茂村と共に合併市原市の一部となった。

## 世帯数と人口
2017年（平成29年）11月1日現在の世帯数と人口は以下の通りである。
| 大字   | 世帯数  | 人口    |
| ------ | ------- | ------- |
| 上高根 | 801世帯 | 1,807人 |

## 通学区域
市立小学校・市立中学校及び県立高等学校の通学区域は以下の通りである。
| 町丁字 | 範囲 | 小学校             | 中学校             | 高等学校 |
| ------ | ---- | ------------------ | ------------------ | -------- |
| 上高根 | 一部 | 市原市立戸田小学校 | 市原市立双葉中学校 | 第9学区  |
| 上高根 | 一部 | 市原市立寺谷小学校 | 市原市立南総中学校 | 第9学区  |

## 施設
- 南総カントリークラブ
- 市原FM

## 交通

### 鉄道
小湊鉄道線が地内を通過するが、駅はない。最寄駅は光風台駅および馬立駅。

### バス
なし

### 道路
- 千葉県道143号南総昭和線
- 千葉県道144号南総姉崎線